# شهرستان گرنت (نبراسکا)
شهرستان گرنت، نبراسکا (به انگلیسی: Grant County, Nebraska) یک سکونتگاه مسکونی در ایالات متحده آمریکا است که در نبراسکا واقع شده‌است.

## خصوصیات
شهرستان گرنت ۲٬۰۲۹ کیلومترمربع مساحت دارد.